# Tunnel van Sarajevo

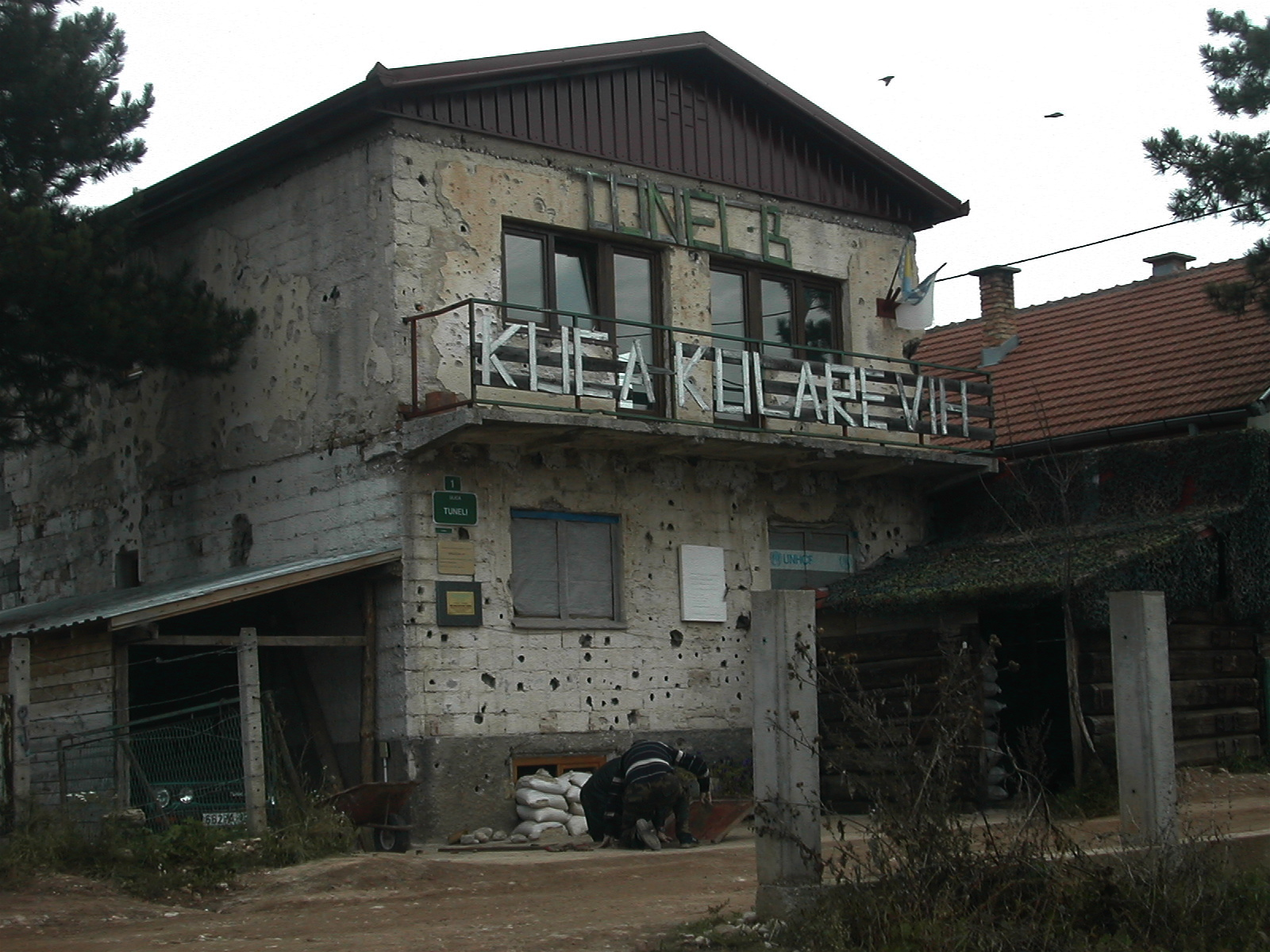
Huis boven de ingang van de tunnel, tegenwoordig een museum

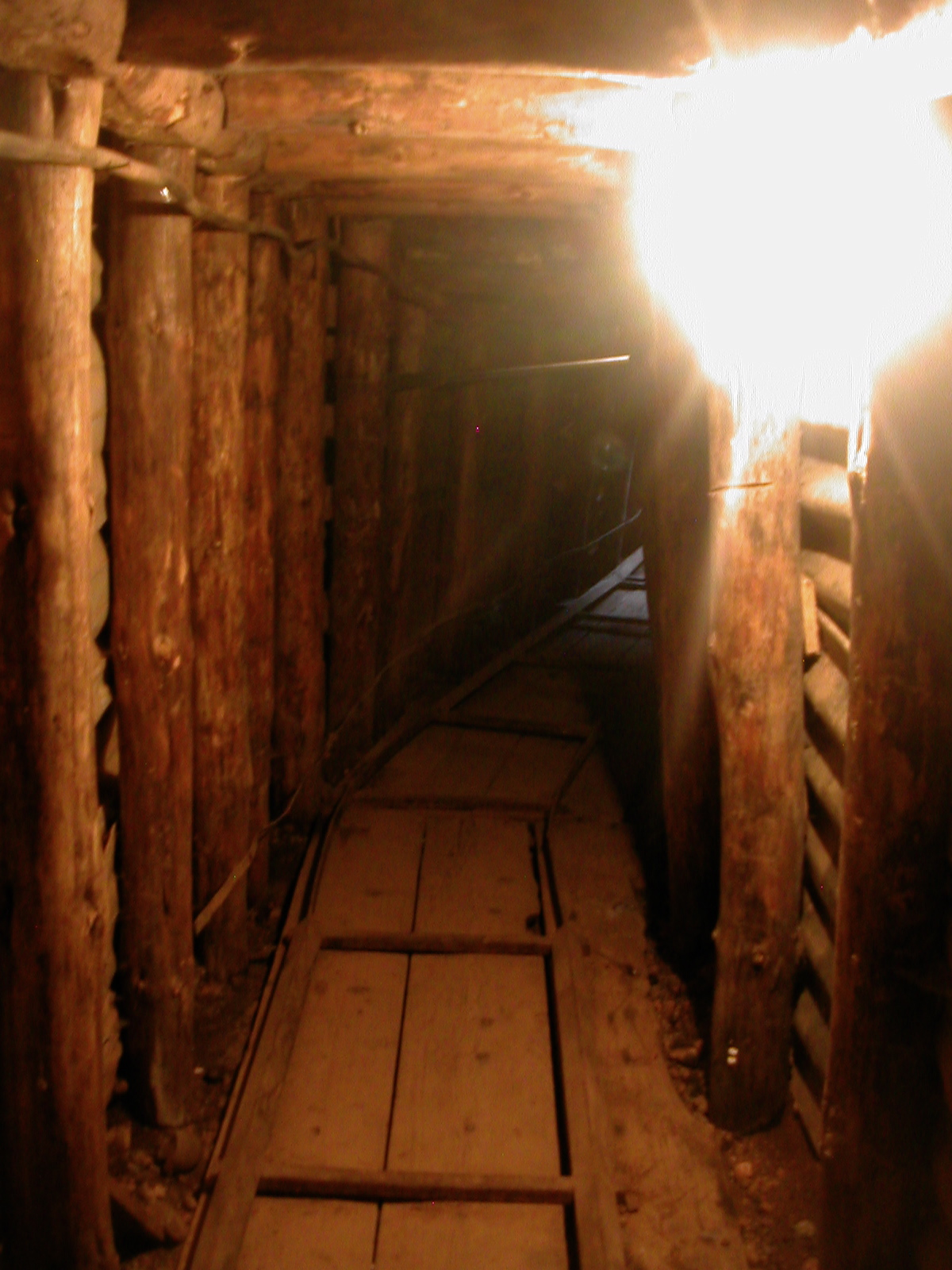
De tunnel

De Sarajevski ratni tunnel (ofwel de Oorlogstunnel van Sarajevo) is een tunnel die tijdens de belegering van Sarajevo onder het vliegveld van de stad door werd gegraven en die een belangrijke rol speelde in de overleving van de stad. De tunnel werd in 1993 in een periode van ruim 4 maanden gegraven door het Bosnische leger. Hij had een lengte van 760 meter, was ongeveer 1,6 meter hoog en 1,2 meter breed. De ingang van de tunnel lag in de belegerde wijk Dobrinja. De tunnel kwam uit in het "vrije" Butmir, in de kelder van het huis van de familie Kolar, tegenover het vliegveld. Van daaruit kon men via de berg Igman Centraal Bosnië bereiken. 
De locatie dicht bij het vliegveld was een van de redenen waardoor de tunnel relatief ongeschonden bleef. Het vliegveld was, na een overeenkomst tussen de strijdende partijen, in 1992 overgedragen aan de VN. De internationale gemeenschap gebruikte de luchthaven als basis voor humanitaire hulp en zorgde er tevens voor, dat het Servische leger de stad niet volledig kon omsingelen. 
De start- en landingsbaan was de enige mogelijkheid om de stad te ontvluchten. Vele mensen waagden de ongeveer 400 meter brede 'oversteek', waarbij 4 rijen prikkeldraad,  in pantservoertuigen patrouillerende VN militairen (onderdeel van de overeenkomst) en met scherp schietende Servische troepen moesten worden getrotseerd.  
"Als het niet óver de landingsbaan kan, dan gaan we er onderdoor" en zo werd het idee voor de tunnel geboren.   
Tijdens de belegering werd het bestaan van de tunnel geheimgehouden, omdat het in de eerste plaats een militair object was. Het hoofddoel was het transport van wapens en munitie vanuit de buitenwereld naar Sarajevo. Ook belangrijke parlementsleden konden gebruikmaken van de tunnel. De allerbelangrijksten onder hen mochten daarbij de tocht door de tunnel in transportkarretjes maken (een zetel op karretje), zodat ze gevrijwaard bleven van de zwarte vegen en schrammen in hun gezicht waar de minder hooggeplaatsten bij hun aankomst in Sarajevo steevast aan herkenbaar waren: zij hadden hun hoofd tijdens de tocht door de nauwe en slecht verlichte tunnel gestoten aan de wanden.
Journalisten werden niet tot de tunnel toegelaten. Het bestaan van de tunnel werd daardoor pas na de belegering met zekerheid vastgesteld. In zeer uitzonderlijke gevallen werden vluchtelingen die de stad wilden verlaten wel tot de tunnel toegelaten, maar dan slechts tegen woekerprijzen. Zij werden bij de uitgang in Butmir begroet met een handgeschreven bordje dat meldde "Parijs: 3765 km".
In de loop van de belegering werd de tunnel steeds meer gebruikt ten bate van de oorlogsindustrie in de stad. Smokkelaars konden de tunnel tegen woekerprijzen "huren" van het leger, en via die weg voedsel en medicijnen de stad in loodsen. De verkoopprijzen in de stad waren vervolgens erg hoog. Is het museum aan de tunnel spreekt men dat 3 tot 4 miljoen mensen door de tunnel zijn gegaan. Het leger hield alle informatie bij. Wie de tunnel in wilde, moest dit vaak enkele weken voordien aanvragen, zo had het leger meer tijd om te controleren of dit geen spionnen of vijanden waren.
Toen de tunnel vaker werd gebruikt kreeg ook het Servische leger een vermoeden van het bestaan ervan. De vermoedelijke ingang in Dobrinja werd vaak hevig gebombardeerd om het gebruik ervan te verhinderen, en mede daardoor leed dat stadsdeel tijdens de belegering uitzonderlijke schade. Het Servische leger liet ook grote hoeveelheden water vrij in gebieden waar ze het vermoeden hadden waar de tunnel zich bevond. Ze hoopten hierdoor de tunnel onderwater te zetten en onbruikbaar te maken. Dit is hen echter nooit gelukt.
Het huis waarin de toegang van de tunnel in de kelder lag, is tegenwoordig een museum over de belegering van Sarajevo. Ook een deel van de tunnel kan worden bezocht.